# کلاته عزیزعلی پورا
کلاته عزیزعلی پورا یک منطقهٔ مسکونی در ایران است که در دهستان سودلانه واقع شده‌است.